# Exophthalmus
Exophtalmus, Exophthalmodes, Exopthalmus, Praepodes, Prepodes, Procpodes, Proepodes
Genre
Synonymes
- Exophtalmus
- Exophthalmodes Schoenherr, 1823
- Exopthalmus Schauff, 1987
- Praepodes Schoenherr, 1823
- Prepodes Schoenherr, 1823
- Procpodes Sallé, 1855
- Proepodes Sallé, 1855

Exophthalmus est un genre de coléoptères appartenant à la famille des Curculionidae qui comprend plus d'une cinquantaine d'espèces.

## Classification
Le genre Exophthalmus est décrit par l'entomologiste suédois Carl Johann Schoenherr (1772-1848) en 1823.

### Synonymes
- Exophtalmus
- Exophthalmodes Schoenherr, 1823
- Exopthalmus Schauff, 1987
- Praepodes Schoenherr, 1823
- Prepodes Schoenherr, 1823
- Procpodes Sallé, 1855
- Proepodes Sallé, 1855

## Liste d'espèces
Selon Catalogue of Life (30 août 2014) :
- E. agrestis
- E. albidus
- E. albolineatus
- E. albovittatus
- E. bilineatus
- E. bivittatus
- E. caeruleovittatus
- E. carneipes
- E. clathratus
- E. crassicornis
- E. cupreipes
- E. cuprirostris
- E. distigma
- E. duplicatus
- E. fasciatus
- E. festivus
- E. forsstroemi
- E. interpositus
- E. laetus
- E. leucographus
- E. lunaris
- E. mannerheimi
- E. margaritaceus
- E. nubilus
- E. olivieri
- E. opulentus
- E. ornatus
- E. plicatus
- E. pulchellus
- E. quadrivittatus
- E. roralis
- E. scalaris
- E. scalptus
- E. senegallensis
- E. sommeri
- E. squamipennis
- E. sulcicrus
- E. sulcipennis
- E. tessellatus
- E. triangulifer
- E. verecundus
- E. vermiculatus
- E. viridilineatus
- E. vittatus
- E. vitticollis

Selon NCBI (30 août 2014) :
- E. cinerascens
- E. marginicollis
- E. quadrivittatus
- E. quindecimpunctatus
- E. roseipes
- E. similis
- E. vittatus